# Johann Jakob Walther
Pour les articles homonymes, voir Johann Walther et Walther.
Johann Jakob Walther est un violoniste et compositeur allemand, né à Witterda près d'Erfurt en 1650 et mort à Mayence le 2 novembre 1717.

## Biographie
Le peu d'éléments connus sur sa vie ont été transmis par Johann Gottfried Walther (qui était cousin de Johann Sebastian Bach) dans son Musikalischen Lexikon (1732).
Entre 1670 et 1674, il aurait séjourné à Florence comme violoniste employé à la chapelle ducale de Cosme III de Médicis. À compter de 1674, il est maître de concert à la cour de Saxe, à Dresde. En 1680, après la mort du souverain, il devient secrétaire en italien de la cour auprès de l'archevêque et Prince-Électeur de Mayence, Anselm Franz von Ingelheim, et chanoine.
J. J. Walther est, avec Johann Paul von Westhoff et Heinrich Ignaz Franz Biber, indubitablement l'un des violonistes les plus significatifs d'Allemagne au XVIIe siècle. Ses compositions font place à une technique de jeu virtuose (doubles cordes jusqu'en 4e position et arpèges) ainsi qu'à une grande variété de formes, notamment dans le développement de la basse obstinée.

## Œuvres
Deux recueils ont acquis une certaine notoriété :
- Scherzi da Violino solo con il basso continuo, édité en 1676. Dans ce recueil, il adopte déjà certains traits techniques à la Paganini, tels que des pizzicatos imitant le jeu de la harpe, ou des traits d'archet qui tendent à imiter le chant du rossignol.
- Hortulus Chelicus, 1694. Dans la préface de ce recueil édité à compte d'auteur, il fait part de sa fierté quant à ses pièces à succès, et qu'il publie sans crainte ce que beaucoup de ses contemporains gardent pour eux-mêmes égoïstement. Ce recueil, qui contient 20 pièces, est plus varié que le précédent.